# Puig de sa Guàrdia
El Puig sa Guàrdia és una muntanya de 171 metres que es troba al municipi de Begur, a la comarca catalana del Baix Empordà.